# El hombre de la cabina de cristal
El hombre de la cabina de cristal es una película dramática estadounidense de 1975 dirigida por Arthur Hiller  y protagonizada por Maximilian Schell.
La película fue producida y estrenada como parte del American Film Theatre, que adaptó obras teatrales para una serie de cine por suscripción. El guion fue adaptado de la novela de Robert Shaw de 1967 y de la obra de teatro de 1968, ambas del mismo nombre.

## Sinopsis
Arthur Goldman es un magnate judío de Nueva York que sufre una crisis mental que lo vuelve loco.
Goldman acaba capturado por agentes israelíes y juzgado por crímenes de guerra, ya que creen que Arthur era un agente de las SS.

## Reparto
- Maximilian Schell como Arthur Goldman
- Lois Nettleton como Miriam Rosen
- Lawrence Pressman como Charlie Cohn
- Luther Adler como el juez
- Lloyd Bochner como el Dr. Churchill
- Robert H. Harris como el Dr. Weisburger
- Henry Brown como Jack
- Norbert Schiller como Dr. Schmidt
- Berry Kroeger como Joachim Berger
- Leonardo Cimino como el Dr. Alvarez
- Connie Sawyer como la Sra. Levi

## Premios y nominaciones
- Maximilian Schell fue nominado en los Premios Oscar al Mejor Actor.
- Maximilian Schell fue nominado en los Globos de Oro al Mejor Actor de Drama y la película fue nominada como Mejor Película de Drama.